# María Sefidari
María Sefidari Huici (1982, Madrid) é uma psicóloga e ativista em conhecimento e cultura livre. É especialista em comunicação, cultura digital espanhola, gestão cooperativa e produção cultural na internet.
A 20 de julho de 2018 foi escolhida para presidir ao Conselho de Administração da Fundação Wikimedia, tendo sido reeleita pelo conselho em agosto de 2019 para a mesma posição. A 3 de junho de 2021 deixou de fazer parte do conselho de administração da Fundação Wikimedia, tendo apresentado a sua demissão.
Em 2018, um ensaio que escreveu sobre a próxima reforma de direitos autorais na Europa foi amplamente divulgado, incluindo pela TechCrunch e Boing Boing.

## Experiência na Wikipédia
Sefidari descobriu a Wikipédia quando sua irmã mais nova explicou que era um site que qualquer um pode editar. "Tudo começa", disse em entrevista ao jornal online eldiario.es, "quando você começa a se envolver em um tópico e passa muitas horas melhorando os artigos, e vê que existem políticas da Wikipédia que devem ser alteradas". Logo depois, lançou o Wikiprojeto: LGBT para dar visibilidade a esses grupos e melhorar e organizar todo o conteúdo relacionado a esse tópico, inspirando-se nos estudos LGBT do WikiProject da Wikipédia em inglês. Também trabalhou para diminuir a diferença de gênero na Wikipédia em espanhol. Na Wikipédia, Sefidari usa o nome de usuário Raystorm.
Sefidari também é membro fundador da Wikimedia Espanha (WMES), o capítulo espanhol do movimento Wikimedia, tendo atuado em seu Conselho como primeira vice-presidente. Em 2012, foi eleita membro do Comitê de Capítulos (ChapCom), o comitê da comunidade Wikimedia encarregado de aconselhar o conselho de administração da Fundação Wikimedia na aprovação de novos capítulos nacionais ou subnacionais.
Em junho de 2013, Sefidari foi eleita para o conselho de administração da Fundação Wikimedia pela comunidade de editores da Wikipédia. O seu mandato expirou em junho de 2015. Em 2016, foi nomeada de novo para o Conselho de Administração para preencher uma vaga. Foi reeleita para o cargo de presidente do conselho de administração em agosto de 2019. A 3 de junho de 2021 deixou de fazer parte do conselho de administração da Fundação Wikimedia, tendo apresentado a sua demissão.
No ano letivo 2017-2018, na qualidade de membro da Wikimedia Espanha, co-lecionou a disciplina de "Comunidades em Rede: Criação Cooperativa na Internet", integrando o Master Universitário em Comunicação Digital, Cultura e Cidadania da Universidade Rey Juan Carlos.

## Carreira profissional
Sefidari é licenciada em psicologia e mestre em administração e turismo pela Universidade Complutense de Madrid. Em março de 2010, tornou-se membro do Colégio Oficial de Psicólogos de Madrid.